# Lionel Olenga
 (juillet 2025).
Si vous disposez d'ouvrages ou d'articles de référence ou si vous connaissez des sites web de qualité traitant du thème abordé ici, merci de compléter l'article en donnant les références utiles à sa vérifiabilité et en les liant à la section « Notes et références ».
 (juin 2025).
Lionel Olenga, né le 4 décembre 1972  à Amiens, est scénariste pour la télévision et le cinéma. Ce passionné de séries commence sa carrière en 2007 en écrivant plusieurs épisodes d'« Avocats et Associés » et de « Sur le fil ». Il est l'un des scénaristes de la saison 2 d' « Engrenages ». En 2009, il participe à la création d’« Empreintes criminelles », série qui raconte la naissance de la première brigade de police scientifique française.
En 2013, il est le cocréateur de la série télévisée Cherif (Making Prod/France 2) qui durera six saisons. Il en devient le producteur artistique à compter de 2016 et en réalise le 60eet dernier épisode.
En 2019, il co-crée Double je diffusée au mois de mai sur France 2 et prépare Le Code (6 X 52) toujours pour France 2. Pour l'occasion, il fonde L.O Productions et co-produit la série avec Making Prod. La série est diffusée à partir du 1er décembre 2021 et le tournage de la deuxième saison (6 X 52) démarre à Lille le 4 avril 2022.

## Œuvres

### Scénarios pour la télévision
- À l'instinct : la mort en marche (2025) co-scénariste
- La Manière forte (2025) scénariste, coproducteur
- Le Code (2021 - 2023) : cocréateur, coproducteur
- Double je (2019) : cocréateur
- Cherif (2013 - 2019) : cocréateur, directeur de collection, producteur artistique (à partir de la saison 4)
- Le juge est une femme (2013)
- Empreintes criminelles (2010) : cocréateur, codirecteur de collection
- Sur le fil (2009)
- Engrenages (2008)
- Avocats et Associés (2007)

### Scénarios pour le cinéma
- Le Village des ombres (2010) réalisé par Fouad Benhammou

### Réalisateur
- Cherif (2019) - épisode 60